# ماکسیم دوپ
ماکسیم دوپ (انگلیسی: Maxime Dupé؛ زادهٔ ۴ مارس ۱۹۹۳) بازیکن فوتبال اهل فرانسه است.
از باشگاه‌هایی که در آن بازی کرده‌است می‌توان به باشگاه فوتبال کلرمون فوت و باشگاه فوتبال نانت اشاره کرد.
وی همچنین در تیم‌های ملی فوتبال زیر ۱۷ سال فرانسه و زیر ۱۸ سال فرانسه بازی کرده‌است.